# Thành Trung, Liễu Châu
Thành Trung (chữ Hán giản thể: 城中区, Chéngzhōng Qū, âm Hán Việt: Thành Trung khu) là một quận thuộc địa cấp thị Liễu Châu, khu tự trị dân tộc Choang Quảng Tây, Cộng hòa Nhân dân Trung Hoa. Quận Thành Trung có diện tích 125 km², dân số năm 2002 là 110.000 người. Về mặt hành chính, quận Thành Trung được chia thành 7 nhai đạo: Thành Trung, Thủy Thượng, Công Viên, Trung Nam, Hà Đông, Đàm Trung, Tĩnh Lan.